# Traghetto
A traghetto Velence egyik legolcsóbb tömegközlekedési eszköze. Jelentése gondolakomp, melyet a Canal Grande két partja közötti összeköttetést biztosítja olyan helyeken, ahol csak távol található híd (ilyen a vasútállomásnál, és az Accademiánál található, valamint maga a Rialto).
A traghettókhoz használt gondolák nagyobbak és teherbíróbbak a turisták által használt gondoláknál. Maximum 14 fő fér el bennük egyszerre. Egy út ára kb. 0,5 €.
Traghettók régen sokkal több, ma hét helyen közlekednek a Canal Grande mentén, helyüket a városban sárga táblákkal jelzik, melyeken az átkelő neve mellett egy stilizált gondola képe is látható. A traghetto kikötők (stazio) a következő helyeken találhatók:
- Ferrovia - San Simeon Piccolo
- San Marcuola - Fondaco dei Turchi
- Santa Sofia - Pescaria
- Fondamenta del Vin – Riva del Carbon
- San Tomà - Sant'Angelo
- San Barnaba - San Samuele
- San Gregorio - Santa Maria Zobenigo

Ezen kívül a Giudecca-csatornán keresztül is közlekedik egy traghetto, mégpedig a Zattere és Palanca megállók között. Ez a megszűnt 9-es vízibusz kiváltására szolgál.

## Galéria

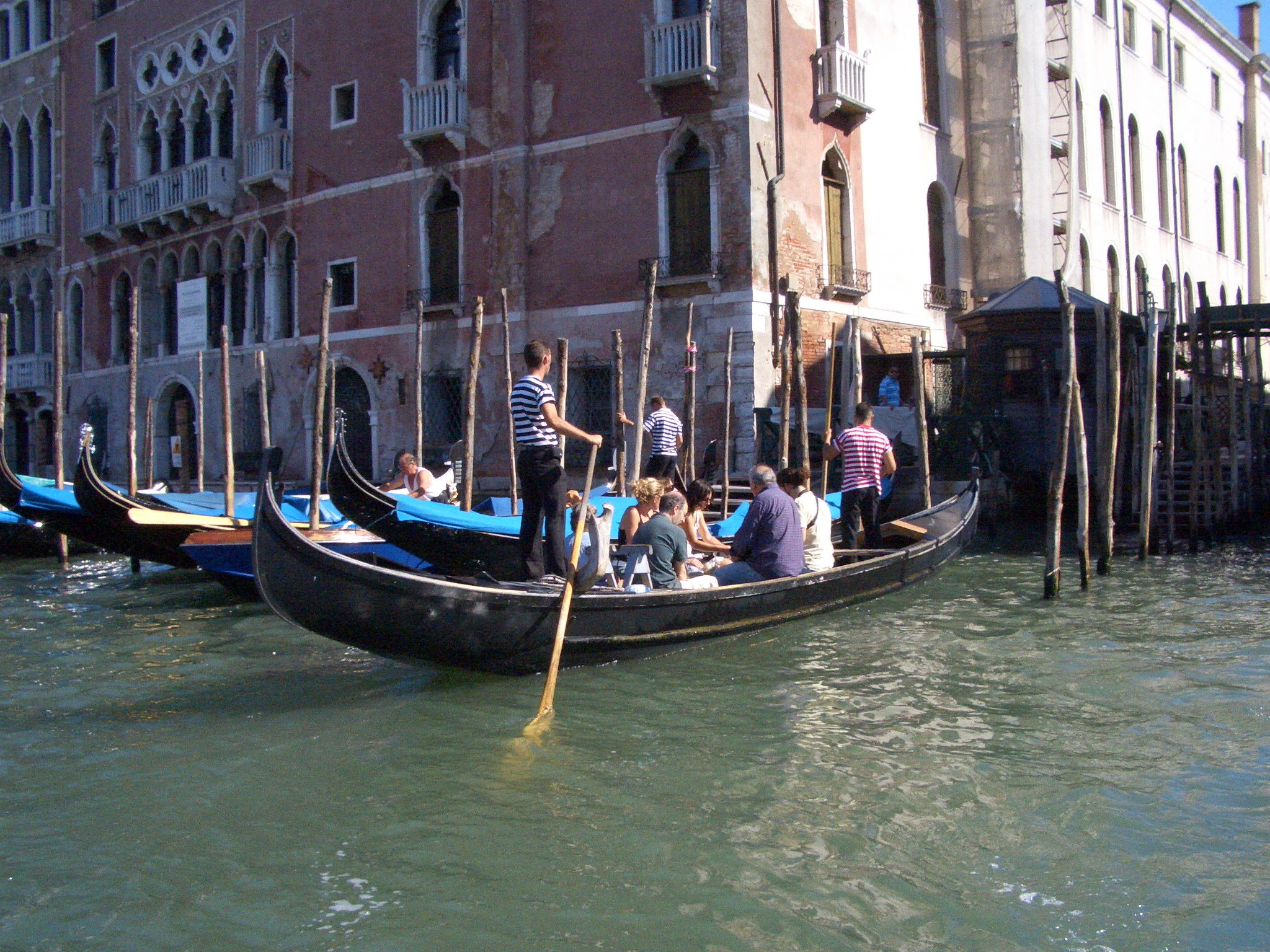
Traghetto a Santa Sofiánál
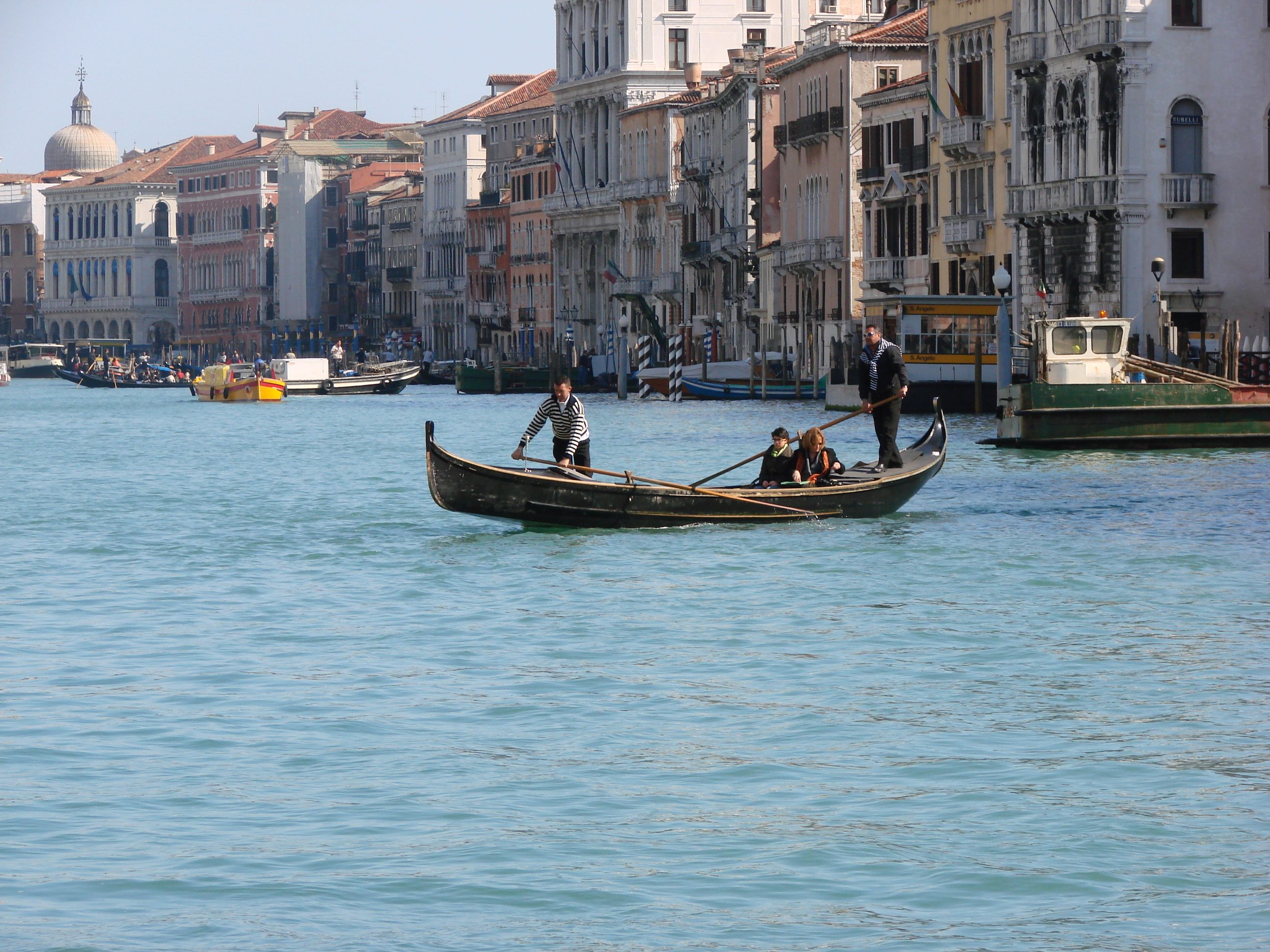
Traghetto a San Tomànál
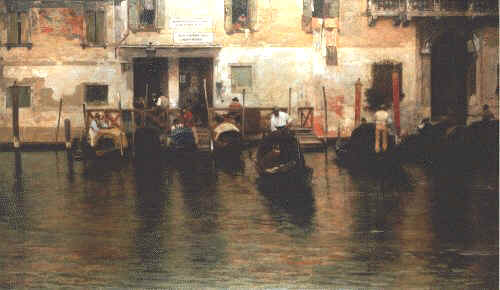
Giacomo Favretto: A Maddalena traghettója